# 超級設計師：第一屆菁英挑戰賽
超級設計師：第一屆菁英挑戰賽是台灣電視實境選秀節目超級設計師的特別節目。節目製作人由薛聖棻、陳財裕、陳俊良擔任，節目主持人由利菁擔任，外景主持人則是由小鐘以及Kevin擔任，另外節目評審由洪偉明、溫筱鴻、盧淑芬、傅子菁擔任。台視頻道於2010年11月25日起，每星期四晚間10時10分播出。

## 主持人陣容

### 節目主持人
| 姓名 | 登場集數 |
| ---- | -------- |
| 利菁 | 第1~8集  |

### 外景主持人
| 姓名  | 登場集數 |
| ----- | -------- |
| 小鐘  | 第1~8集  |
| Kevin | 第1~8集  |

## 評審團陣容

### 評審團
| 姓名   | 登場集數 |
| ------ | -------- |
| 洪偉明 | 第1~7集  |
| 溫筱鴻 | 第1~8集  |
| 盧淑芬 | 第1~8集  |
| 傅子菁 | 第1~8集  |

### 客座評審團
| 姓名 | 登場集數 |
| ---- | -------- |
| 袁青 | 第8集    |

## 賽事紀錄
| 集數 | 首播日期   | 比賽主題     | 每週MVP        | 備註 |
| ---- | ---------- | ------------ | -------------- | ---- |
| 01   | 2010/11/25 | 丹寧風情     | 陳姿月         | －   |
| 02   | 2010/12/02 | 華麗風格     | 張祐豪         | －   |
| 03   | 2010/12/09 | 大女孩上班去 | 李嘉泉         | －   |
| 04   | 2010/12/16 | 男裝大改造   | 楊子興         | －   |
| 05   | 2010/12/23 | 主題派對     | 李嘉泉         | －   |
| 06   | 2010/12/30 | 福爾摩沙     | 白玉萱         | －   |
| 07   | 2011/01/06 | 向偶像致敬   | 李嘉泉         | －   |
| 08   | 2011/01/13 | 一衣多穿     | 李嘉泉、鄭佳弘 | －   |

## 外部連結
- 台視《超級設計師 Super Designer》官方網站 （页面存档备份，存于）
- 超級設計師官方Facebook （页面存档备份，存于）